# Mareugheol
Mareugheol [maʁœʒɔl] est une commune française, située dans le département du Puy-de-Dôme en région Auvergne-Rhône-Alpes.
Les habitants sont appelés les Mareugheolois et Mareugheoloises.

## Géographie
| Vodable          | Antoingt     | Gignat     |
| Ternant-les-Eaux | Mareugheol   | Chalus     |
|                  | Saint-Hérent | Villeneuve |

### Climat
Pour des articles plus généraux, voir Climat d'Auvergne-Rhône-Alpes et Climat du Puy-de-Dôme.
En 2010, le climat de la commune est de type climat océanique dégradé des plaines du Centre et du Nord, selon une étude du Centre national de la recherche scientifique s'appuyant sur une série de données couvrant la période 1971-2000. En 2020, Météo-France publie une typologie des climats de la France métropolitaine dans laquelle la commune est exposée à un climat de montagne ou de marges de montagne et est dans la région climatique  Nord-est du Massif Central, caractérisée par une pluviométrie annuelle de 800 à 1 200 mm, bien répartie dans l’année. 
Pour la période 1971-2000, la température annuelle moyenne est de 10,8 °C, avec une amplitude thermique annuelle de 16,1 °C. Le cumul annuel moyen de précipitations est de 651 mm, avec 7 jours de précipitations en janvier et 6,4 jours en juillet. Pour la période 1991-2020, la température moyenne annuelle observée sur la station météorologique de Météo-France la plus proche, « Issoire », sur la commune d'Issoire à 9 km à vol d'oiseau, est de 12,0 °C et le cumul annuel moyen de précipitations est de 610,7 mm,. Pour l'avenir, les paramètres climatiques de la commune estimés pour 2050 selon différents scénarios d'émission de gaz à effet de serre sont consultables sur un site dédié publié par Météo-France en novembre 2022.

## Urbanisme

### Typologie
Au 1er janvier 2024, Mareugheol est catégorisée commune rurale à habitat dispersé, selon la nouvelle grille communale de densité à sept niveaux définie par l'Insee en 2022.
Elle est située hors unité urbaine. Par ailleurs la commune fait partie de l'aire d'attraction d'Issoire, dont elle est une commune de la couronne,. Cette aire, qui regroupe 53 communes, est catégorisée dans les aires de moins de 50 000 habitants,.

### Occupation des sols
L'occupation des sols de la commune, telle qu'elle ressort de la base de données européenne d’occupation biophysique des sols Corine Land Cover (CLC), est marquée par l'importance des territoires agricoles (73,1 % en 2018), une proportion sensiblement équivalente à celle de 1990 (72,8 %). La répartition détaillée en 2018 est la suivante : 
terres arables (41,8 %), forêts (25 %), zones agricoles hétérogènes (23,9 %), prairies (7,4 %), milieux à végétation arbustive et/ou herbacée (1,9 %). L'évolution de l’occupation des sols de la commune et de ses infrastructures peut être observée sur les différentes représentations cartographiques du territoire : la carte de Cassini (XVIIIe siècle), la carte d'état-major (1820-1866) et les cartes ou photos aériennes de l'IGN pour la période actuelle (1950 à aujourd'hui).

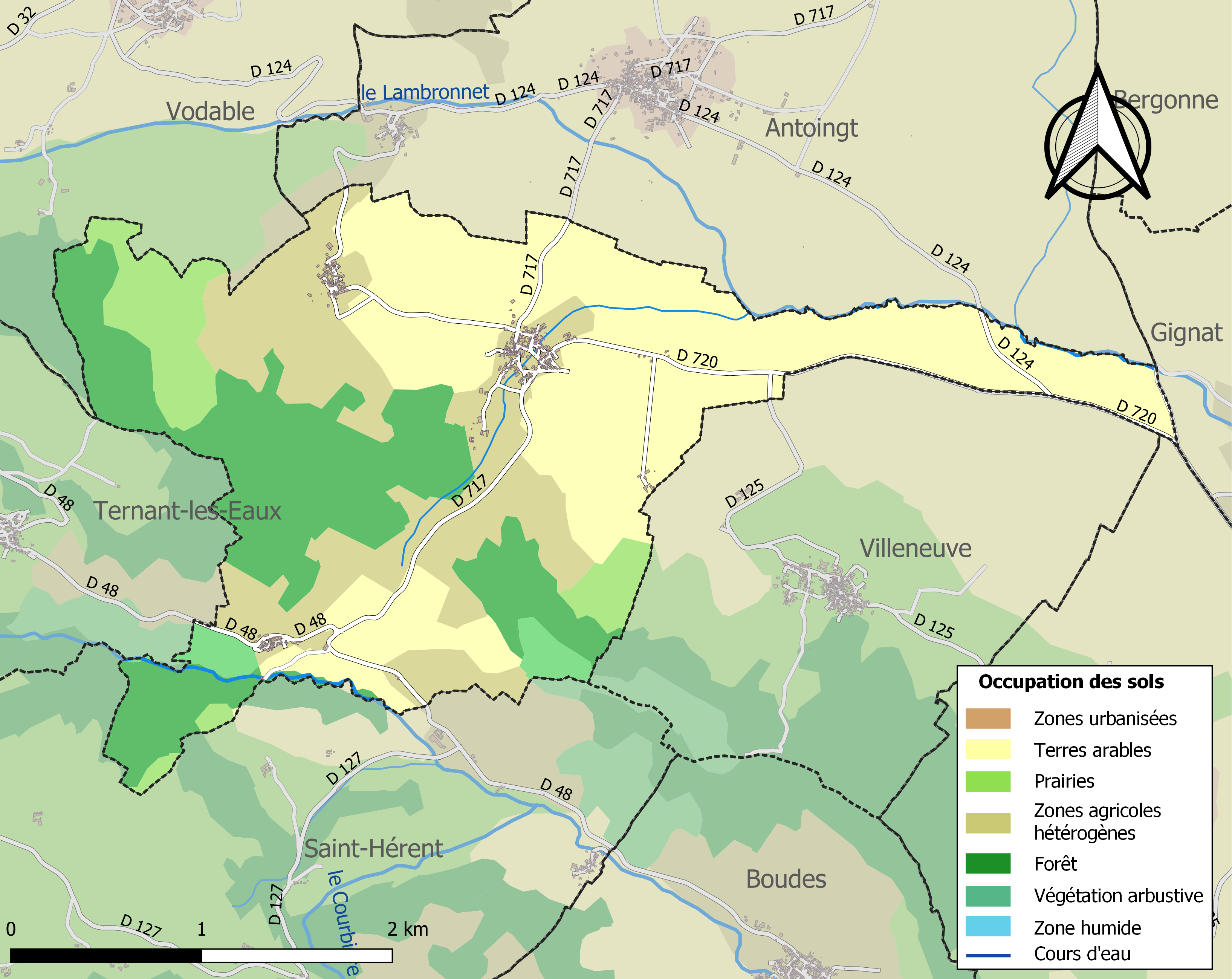
Carte des infrastructures et de l'occupation des sols de la commune en 2018 (CLC).

## Histoire
Un château seigneurial est construit au XIIIe siècle. Des chartes de franchises précisent les droits et les devoirs respectifs des villageois et du seigneur, par la prise en charge de la défense par la collectivité villageoise.
Aux XIVe et XVe siècles, les conflits dynastiques et seigneuriaux comme la guerre de Cent Ans, ainsi les affrontements militaires, les bandes de routiers désœuvrés et âpres au gain, écument les campagnes, terrorisent les populations et aggravent ainsi l'insécurité. C'est dans ce contexte qu'à la fin du XIVe siècle les mareugheolois élèvent un fort, construit en basalte, qui enserre derrière de hautes murailles une soixantaine de maisons ainsi que l'église. L'enceinte, de forme d'un quadrilatère, est flanqué de quatre tours rondes et de quatre portes. L'entrée principale, située au Sud-Est, était défendue par des machicoulis, alors que les trois autres portes étaient des passages voûtés et étroits faciles à défendre en cas d'attaque.
L'église Sainte-Couronne, d'architecture romane, construite à partir du XIIe siècle, fut initialement la première chapelle de Rigaud d'Aureille, seigneur de Villeneuve-Lembron, dont on voit les armoiries au-dessus de la porte donnant sur le chœur. Elle a abrité, jusqu'à la Révolution un chapitre, de 14 moines, qui avait une maison forte près de l'église.
Le 10 juillet 1609 Antoine de Villemonteix sieur de Malesagne jouant au rampeau avec Antoine de Molins, le tua lors d'une rixe mais obtint des lettres de pardon d'Henri IV.

## Politique et administration
| Période                                  | Période                    | Identité                 | Étiquette | Qualité  |
| ---------------------------------------- | -------------------------- | ------------------------ | --------- | -------- |
| Les données manquantes sont à compléter. |                            |                          |           |          |
| avant 1988                               | ?                          | André Bretogne           | PS        |          |
| mars 2008                                | 2010                       | Gérard Robichon          |           |          |
| mars 2010                                | 2014                       | Henri Savinel            |           |          |
| mars 2014                                | 2020                       | Gilles Roddier           |           | Retraité |
| 2020                                     | En cours (au 23 août 2020) | Christophe Pellegrinelli |           | Retraité |

## Population et société

### Démographie
L'évolution du nombre d'habitants est connue à travers les recensements de la population effectués dans la commune depuis 1793. Pour les communes de moins de 10 000 habitants, une enquête de recensement portant sur toute la population est réalisée tous les cinq ans, les populations de référence des années intermédiaires étant quant à elles estimées par interpolation ou extrapolation. Pour la commune, le premier recensement exhaustif entrant dans le cadre du nouveau dispositif a été réalisé en 2004.

En 2022, la commune comptait 226 habitants, en évolution de +17,71 % par rapport à 2016 (Puy-de-Dôme : +2,1 %, France hors Mayotte : +2,11 %).
| 1793 | 1800 | 1806 | 1821 | 1831 | 1836 | 1841 | 1846 | 1851 |
| ---- | ---- | ---- | ---- | ---- | ---- | ---- | ---- | ---- |
| 709  | 760  | 676  | 703  | 694  | 677  | 686  | 672  | 629  |

| 1856 | 1861 | 1866 | 1872 | 1876 | 1881 | 1886 | 1891 | 1896 |
| ---- | ---- | ---- | ---- | ---- | ---- | ---- | ---- | ---- |
| 652  | 557  | 517  | 493  | 501  | 504  | 488  | 516  | 496  |

| 1901 | 1906 | 1911 | 1921 | 1926 | 1931 | 1936 | 1946 | 1954 |
| ---- | ---- | ---- | ---- | ---- | ---- | ---- | ---- | ---- |
| 475  | 427  | 361  | 310  | 307  | 305  | 300  | 225  | 218  |

| 1962 | 1968 | 1975 | 1982 | 1990 | 1999 | 2004 | 2006 | 2009 |
| ---- | ---- | ---- | ---- | ---- | ---- | ---- | ---- | ---- |
| 195  | 158  | 127  | 138  | 133  | 160  | 172  | 175  | 175  |

| 2014 | 2019 | 2022 | - | - | - | - | - | - |
| ---- | ---- | ---- | - | - | - | - | - | - |
| 187  | 209  | 226  | - | - | - | - | - | - |

## Culture locale et patrimoine

### Lieux et monuments

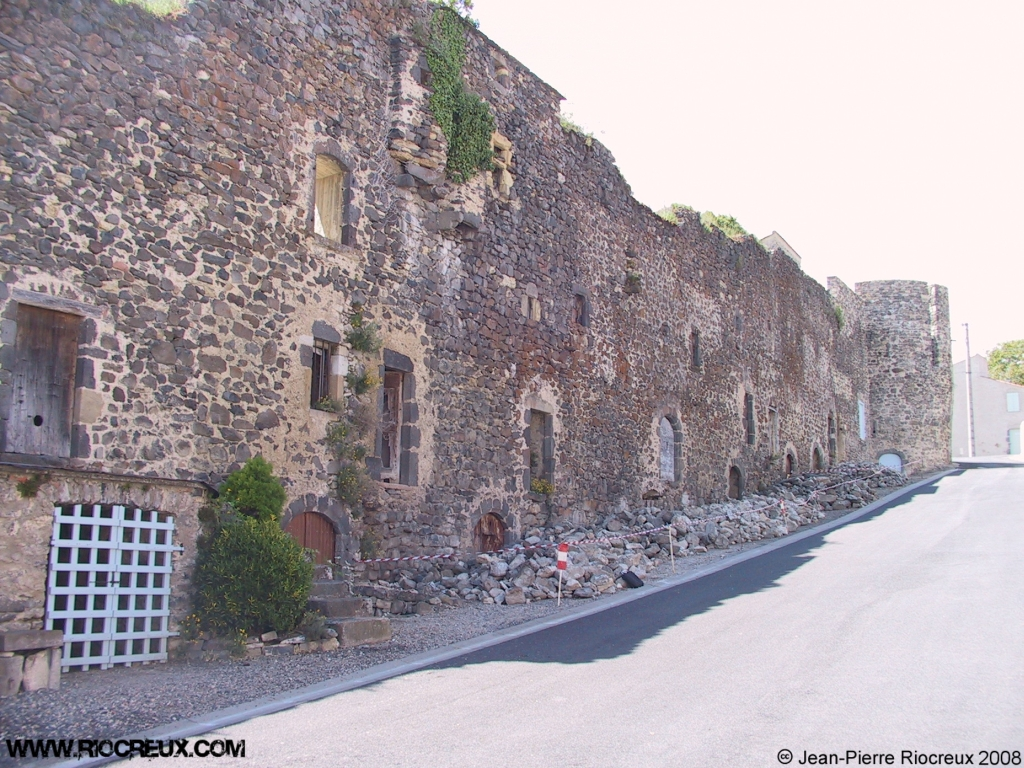
Un mur d'enceinte du fort villageois.

- Fort de Mareugheol

Au sud du fertile petit bassin du Lembronnet, Mareugheol possède d'impressionnants vestiges du fort que les habitants ont élevé pendant la période troublée de la guerre de Cent Ans. À l'intérieur, on découvre les étroites ruelles médiévales qui s'organisent, à l'image d'un labyrinthe, autour du bâti très dense du vieux village.
- Église

L'église Sainte-Couronne, d'architecture romane recèle une étonnante statue de la Vierge Allaitante.
- Manoir d'Eyry

Manoir du XVe siècle.